# Papilio neyi
Papilio neyi is een vlinder uit de familie van de pages (Papilionidae). De wetenschappelijke naam van de soort is voor het eerst geldig gepubliceerd in 1909 door Friedrich Wilhelm Niepelt. Deze naam wordt wel beschouwd als een synoniem van Papilio zagreus.